# ريتشارد فرانكل
ريتشارد فرانكل (بالإنجليزية: Richard Frankel)‏ هو منتج مسرحي ‏ أمريكي، ولد في 1947 في بروكلين في الولايات المتحدة.

## وصلات خارجية
- ريتشارد فرانكل على موقع قاعدة بيانات برودواي على الإنترنت (الإنجليزية)